# Хари Реднап
Хари Реднап (енгл. Harry Redknapp; Источни Лондон, 2. март 1947) је енглески фудбалски тренер и бивши фудбалер. Као играч наступао је за неколико енглеских клубова а као тренер је водио АФЦ Борнмут, Вест Хем јунајтед, Портсмут, Саутемптон, Тотенхем Хотспур, Квинс Парк Ренџерс и Бирмингем Сити. У својој другој сезони са Портсмутом, освојио је ФА куп.
На крају сезоне 2009/10, одвео је Тотенхем у УЕФА Лигу шампиона. У пензији је од 2017. године.
Његов син, Џејми Реднап, играо је под њим у Борнмуту и Саутемптону. Такође је ујак Френка Лампарда, који је играо под њим у Вест Хем јунајтеду.